# Lobostemon curvifolius
Lobostemon curvifolius là loài thực vật có hoa trong họ Mồ hôi. Loài này được H. Buek mô tả khoa học đầu tiên năm 1837.